# Тимелія-криводзьоб
Тиме́лія-криводзьо́б (Pomatorhinus) — рід горобцеподібних птахів родини тимелієвих (Timaliidae). Представники цього роду мешкають в Південній і Південно-Східній Азії.

## Опис
Тимелії-криводзьоби — це птахи середнього розміру з довгими хвостами, що ведуть переважно наземний спосіб життя. Їхня середня довжина становить 16–24 см, а вага 19–53 г. Верхня частина тіла тимелій-криводзьобів має переважно темно-коричневе або буре забарвлення, нижня частина тіла у них біла або рудувато-коричнева. У деяких видів на обличчі є чорна "маска". Тимелії-криводзьоби зустрічаються зграйками, іноді приєднуються до змішаних зграй птахів. Вони віддають перевагу густому підліску тропічних лісів.

## Види
Виділяють десять видів:
- Тимелія-криводзьоб маскова (Pomatorhinus ferruginosus)
- Тимелія-криводзьоб бірманська (Pomatorhinus ochraceiceps)
- Тимелія серподзьоба (Pomatorhinus superciliaris)
- Тимелія-криводзьоб рудошия (Pomatorhinus ruficollis)
- Тимелія-криводзьоб тайванська (Pomatorhinus musicus)
- Тимелія-криводзьоб сивоголова (Pomatorhinus schisticeps)
- Тимелія-криводзьоб індійська (Pomatorhinus horsfieldii)
- Тимелія-криводзьоб цейлонська (Pomatorhinus melanurus)
- Pomatorhinus bornensis[6][7]
- Тимелія-криводзьоб каштанова (Pomatorhinus montanus)

Низку видів, яких раніше відносили до роду Pomatorhinus, було переведено до відновленого роду Erythrogenys.

## Етимологія
Наукова назва роду Pomatorhinus походить від сполучення слів дав.-гр. πωμα — покриття і ῥις — ніздря.